# 2148 Epeios
2148 Epeios је Јупитеров тројански астероид чија средња удаљеност од Сунца износи 5,207 астрономских јединица (АЈ).
Апсолутна магнитуда астероида је 11,1.